# MAKI
MAKI（まき、2月10日 - ）は、日本の女性歌手。沖縄県浦添市出身。主にスタジオ・ボーカリストとして活動中。
コナミデジタルエンタテインメントのBEMANIシリーズ（主に『GuitarFreaks』、『DrumMania』、『pop'n music』）で歌った楽曲がよく知られている。同シリーズで活動したスカユニット、亜熱帯マジ-SKA爆弾と組んで（フィーチャーされて）発表した楽曲も多い。

## アーティストへのコーラス参加
安倍なつみ、松浦亜弥、久住小春、水樹奈々、リュ・シォン、タブレット純、 他

## 作品
ソロ活動のものを記載。亜熱帯マジ-SKA爆弾でのものは当該項目を参照のこと。

### シングル
- い〜じゃん!友情（2007年7月25日）
  - テレビアニメ『ドージンワーク』オープニングテーマ

### アルバム
- essence（2006年12月26日）
- Alive（2008年7月27日）
- REBIRTH（2009年12月20日）

### 着うた
- 遠く
  - 着うたフル配信サイト「KONAMI♪MUSICフル」にて配信されているオリジナル楽曲。家庭用『pop'n music 14 FEVER!』にもショート版が収録されている。また、『pop'n music AC15&CS14 サウンドトラック』にもショートとロングが収録されている。

### ゲーム音楽
（）内は収録ゲーム名。
- Shining Road（『実況パワフルプロ野球14』、『実況パワフルプロ野球Wii』スターティングテーマ）
- ありがとね。（『GUITARFREAKS 5thMIX』&『drummania 4thMIX』）
- Rebirth（『GUITARFREAKS 7thMIX』&『drummania 6thMIX』）
- less（『GUITARFREAKS 9thMIX』&『drummania 8thMIX』）
- Real 〜Lサイズの夢（『GUITARFREAKS 11thMIX』&『drummania 10thMIX』）
- モラトリアム（『GuitarFreaks V2』&『DrumMania V2』）
- 黄金岬（PlayStation 2（PS2）版『GuitarFreaks & DrumMania V3』）-満腹寺コトブキ名義。
- 真夏の恋は ちゅらちゅらLove☆（『GuitarFreaks V5』&『DrumMania V5』）
- Only One More Kiss -雨に唄えば-（PS2版『pop'n music 10』）-MAKI with GUzzle名義。
- Rapunzel（PS2版『pop'n music 11』）
- 1クールの男（『pop'n music 12 いろは』）
- 脱皮 〜Knock Out Regrets〜（PS2版『pop'n music 12 いろは』）-MAKI@TOGO.BAND名義。
- Knock Out Regrets（PS2版『pop'n music 12 いろは』、PS2ソフト『Dance Dance Revolution STRIKE』）-MAKI@TOGO.BAND名義。
- 魅せられて〜エーゲ海のテーマ（『pop'n music 14 FEVER!』）-カバー楽曲。原曲は『魅せられて』。
- 月のワルツ（『pop'n music 16 PARTY♪』）-カバー楽曲。原曲は『月のワルツ』。
- 誰がために陽はのぼる（『pop'n music 17 THE MOVIE』）
- Challenge Chance（ハンゲーム内ゲーム『パチスロDX』の『マジレス 〜リリスのマジカルレッスン〜』、『歌謡タイピング劇場』）
- ポップミュージック続論 - ギラギラメガネ楽団 feat. MAKI名義。『V-RARE SOUND TRACK 15』収録。(『pop'n music18 せんごく列伝』)

## その他ボーカル歌唱
- 2013年公開 「R100」(松本人志監督)挿入歌「Friday Night」
- A列車で行こう3D エンディング曲 「希望のレール」
- 水上温泉松乃井グループ CMジングル
- 全日本トラック協会テーマソング 「もしもトラックが止まったら」
- ピチ高野球部 ちょい勝ちバージョン